# Heliodoro Caldeira
Heliodoro Caldeira (Lisboa, 15 de dezembro de 1909 — Cascais, 17 de novembro de 1966) foi um advogado de grande prestígio e político que se destacou na oposição ao regime do Estado Novo em Portugal. Em 1993 foi condecorado, a título póstumo, com a grã-cruz da Ordem da Liberdade.

## Biografia
Nasceu em Lisboa, filho de Paulo Caldeira e de Sara de Castro. O pai foi um dos opositores ao Golpe de 28 de Maio de 1926, tendo estado preso por razões políticas. Um seu irmão, Alfredo Caldeira, dirigente do Partido Comunista Português, morreu a 1 de Dezembro de 1938, aos 30 anos de idade, no Campo do Tarrafal.
Completou o ensino básico em Lisboa e frequentou várias escolas comerciais e industriais daquela cidade.
Foi preso pela primeira vez em Janeiro de 1929, com 20 anos de idade, durante a Ditadura Nacional, sob a acusação de «estabelecer ligações revolucionárias» ao visitar o seu pai que se encontrava preso no Forte de São Julião da Barra. Em Abril e Setembro desse mesmo ano voltou a ser preso, o que voltou a ocorrer no ano imediato devido ao seu envolvimento nas lutas estudantis.
Integrou a Liga dos Estudantes Republicanos de Lisboa  e foi um dos fundadores do Batalhão Académico AntiFascista (ou BAAF) organização de que fizeram parte, entre outros, António Maldonado de Freitas, Asdrúbal de Aguiar, Teófilo Carvalho dos Santos, Alberto Pinto de Sousa e Vasco da Gama Fernandes.
Quando no ano lectivo de 1930-1931 as eleições nas três associações académicas do País foram ganhas por estudantes republicanos, foi dirigente da associação académica da Faculdade de Direito de Lisboa, distinguindo-se na oposição à ditadura militar que então governava Portugal.
A sua actividade como dirigente estudantil levou a que em Dezembro de 1930 fosse detido, tendo declarado ao ser interrogado que  «sob o ponto de vista político, está com todos aqueles que estiverem com a liberdade» e que «sobre os assuntos revolucionários, é adversário da Ditadura Militar», do que resultou ser-lhe fixada administrativamente «residência fora do Continente», sendo deportado para Angra do Heroísmo.
Foi um dos apoiantes da Revolta das Ilhas de Abril de 1931, de que resultou ser enviado para Cabo Verde, de onde, depois de ter percorrido vários centros de detenção, em Agosto de 1932 conseguiu evadir-se embarcando clandestinamente num navio com destino à Argentina.
Fixou-se em Buenos Aires, tendo-se dedicado ao jornalismo em língua portuguesa destinado à comunidade emigrada ali residente. Permaneceu naquela cidade até Junho de 1935, trabalhando em diversas actividades e desenvolvendo intensa acção política no seio da comunidade portuguesa. Nesse período também estabeleceu contacto com sectores culturais e revolucionários latino-americanos.
Beneficiando de uma amnistia concedida pelo recém estabelecido Estado Novo, regressou a Lisboa em Junho de 1935, reiniciando os seus estudos na Faculdade de Direito daquela cidade.
Em Fevereiro de 1938, ainda estudante, foi novamente preso, acusado de «ofensas ao Presidente do Conselho» em artigos publicados em Buenos Aires, no jornal Ecos de Portugal e na rádio Voz da Saudade. Em consequência foi julgado em Tribunal Militar Especial e condenado a 23 meses de prisão correccional e a 5 anos de perda dos direitos políticos. Estava preso no Forte de Peniche quando soube da morte do irmão, o dirigente comunista Alfredo Caldeira, ocorrida no Campo do Tarrafal.
Foi libertado em Maio de 1939 e empregou-se numa empresa seguradora, concluindo então o curso de Direito.
Passou a exercer a advocacia em Lisboa, revelando-se um excelente orador e causídico. Apesar da hostilidade do regime, a sua habilidade forense fez dele um advogado conhecido e respeitado. Orientou o estágio de diversos jovens advogados, que acolhe no seu escritório, entre os quais alguns que viriam a destacar-se na advocacia das décadas posteriores. Era considerado pelos colegas e companheiros de luta como homem «de rara gentileza e simplicidade, um amigo fidelíssimo».
Ao longo da sua carreira como advogado, nunca abandonou a intervenção cívica e política, assumindo a defesa empenhada e gratuita de muitas dezenas de presos políticos. Também participou directamente em acções de solidariedade com militantes clandestinos.
Em 1959 assumiu a defesa do escritor Aquilino Ribeiro, acusado de delito de opinião pela publicação do romance Quando os lobos uivam. A defesa apresentada  granjeou-lhe grande notoriedade entre os meios intelectuais portugueses e estrangeiros. Aquilino Ribeiro afirmou que era o defensor estrénuo dos pobres, dos infelizes, dos contemptores dos deuses e seus princípios (...) quando, se tomasse o outro lado da alameda, poderia ser, graças à sua lúcida inteligência e poder dialéctico, o causídico respeitado dos possidentes e dominadores. A defesa foi publicada no Brasil em 1960, com o sugestivo título Quando os lobos julgam a justiça uiva e prefácio de Adolfo Casais Monteiro. A obra, alargada foi republicada em 1994.
Paralelamente ao seu trabalho como advogado, colaborou em diversos periódicos, com destaque para os jornais O Sol, O Diabo e República. Divulgou em Portugal o muralismo revolucionário mexicano.
No campo político, participou no Movimento de Unidade Democrática (o MUD) e nas campanhas eleitorais oposicionistas, tendo sido um dos organizadores do Congresso Republicano realizado em 1957 em Aveiro.
Casou com Irene Marques Ladeira Caldeira, de quem teve um único filho, o jurista Alfredo Caldeira. Faleceu aos 55 anos de idade.
Advogado distinto, foi membro eleito do Conselho Distrital de Lisboa da Ordem dos Advogados Portugueses. Foi condecorado pelo Presidente da República Mário Soares, em 1993, a título póstumo, com a grã-cruz da Ordem da Liberdade. Em 2015 foi homenageado pela Fundação Mário Soares.